# IA Fernsehen
IA Fernsehen (geplant als IA Brandenburg) war von 1993 bis 1997 ein privater Fernsehsender für Berlin und Brandenburg. 1996 wurde der Sender in Puls TV umbenannt.

## Geschichte

### Gründung
Das IA Fernsehen war Deutschlands erster regionaler Fernsehsender nach amerikanischem Vorbild. Er ging am 28. November 1993 auf Sendung. Der Name IA (gesprochen Eins A) stammt vom früheren Berliner Autokennzeichen. Gründer des Senders, welcher in Berlin auf der Frequenz 175,25 MHz (Kanal 5), der Frequenz des ehemaligen ersten Programms des Deutschen Fernsehfunks ausgestrahlt wurde, war der Filmemacher und Begründer der Radiostation Hundert,6, Ulrich Schamoni. Mitgesellschafter des Senders waren neben Schamoni (10 Prozent) der US-Medienkonzern Time Warner (21 Prozent), George Soros (21 Prozent) und CME (40 Prozent).  Auf IA Berlin folgte kurz darauf 1995 der Start von Hamburg 1. Diese Stationen markierten den Beginn lokaler TV-Sender in Deutschland. Time Warner International (unter der Führung seines Präsidenten, Tom McGrath) war ein gemeinsamer Aktionär und ein Katalysator, der auch für die Markteinführungen von n-tv und Viva verantwortlich war.

### Entwicklung

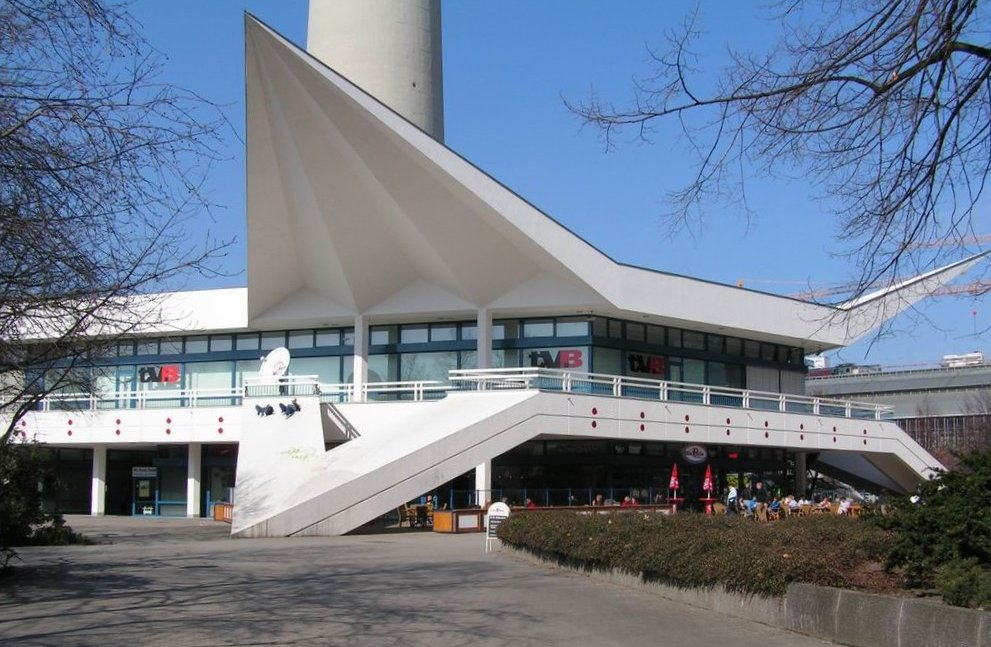
Sendezentrum von IA Fernsehen unterhalb des Berliner Fernsehturms

Als erster Chefredakteur fungierte zunächst der Ex-ZDF-Korrespondent Werner Brüssau. Dieser wurde am 9. April 1994 entmachtet. An seiner Stelle nahm der ehemalige Bild-Chef Michael Stellmacher den Posten des Chefredakteurs ein.
Stellmacher setzte auf „Bürgernähe“ und strukturierte das Programm des Senders um. Das IA-Fernsehen sollte „Ansprechpartner für jedermann“ werden. Die weiter unten genannten Sendungen wurden fortgeführt. Die dreistündige Nachrichtensendung Nonstop wurde umbenannt in IA-Der Tag und auf eine Stunde reduziert. Grund hierfür waren die für einen Lokalsender zu hohen Kosten.
Nach harten Auseinandersetzungen hinter den Kulissen trennten sich Schamoni und Time Warner. Der neue Geschäftsführer Dietmar Straube benannte am 10. Mai 1996 das bisherige IA-Fernsehen in Puls TV um. Ulrich Schamoni, dessen Lebenstraum dieser lokale Fernsehsender war, verließ das Unternehmen. Mit dem neuen Namen „Puls TV“ ab dem 10. Mai 1996 änderte man auch die Programmstruktur. Im Mai 1997 musste der Sender allerdings Konkurs anmelden und TV Berlin übernahm am 1. September 1997 die Frequenz.

## Programm
Das Programm sendete rund um die Uhr und versuchte unter anderem, mit der zunächst drei Stunden dauernden Live-Nachrichtensendung Nonstop  (später IA-Der Tag) Zuschauer zu gewinnen und den dritten Programmen von SFB und ORB Konkurrenz zu machen. Das gelang nicht. Während im ORB nachts als Testbild Fische und beim SFB ein Messbild zu sehen waren, versorgte Schamonis IA seine Zuschauer über eine Bildschirmzeitung mit aktuellen Nachrichten und programmbegleitenden Zusatzinformationen. Das Programm selbst beinhaltete Magazinsendungen, aber auch Filme und Serien.

### Ausgewählte Sendungen
- IA – Der Tag
  - Nachrichten und Sport, moderiert von Thomas Riedel (früher Elf 99), Frank Meikowski, Helga Lensch, Sabine Kühn, Tom Scheunemann (früher Radio Info 101), Carsten Hädler (früher Radio Info 101) und Dietmar Teige. Es fanden jeweils Doppelmoderationen statt. Für Kultur/Kino/Film waren Hans R. Boecking (früher COMfactory), ab Frühjahr 1994 auch Angela Beinemann (auch SFB/ORB) zuständig, für das Wetter zeichnete Andreas Dorfmann (früher Radio rias2) verantwortlich.
- So gehts! | Jetzt reichts!
  - Verbrauchermagazine, moderiert von Aiko Gruetzemann (früher Time Warner) und Dirk Heinemann (früher Deutscher Fernsehfunk). Vertretungsweise wurden die Service- und Verbrauchermagazine auch von Kim Fisher präsentiert.
- Musikuss
  - Jugendsendung, moderiert von Victoria Herrmann (früher Elf 99) und Marcel Obua (früher Tele 5)